# Linia kolejowa Greußen West–Keula
Greußen-Ebeleben-Keulaer Eisenbahn (GEKE) – dawna lokalna linia kolejowa w kraju związkowym Turyngia, w Niemczech. Wybudowana została przez księstwo Schwarzburg-Sondershausen. Łączyła miejscowość Greußen z Keula.